# Moruya tasmanica
Moruya tasmanica är en nattsländeart som först beskrevs av Jacquemart 1965.  Moruya tasmanica ingår i släktet Moruya och familjen Hydrobiosidae. Inga underarter finns listade i Catalogue of Life.